# Herb Kuby
Herb Kuby ma postać trójdzielnej tarczy herbowej.
- W górnej części znajduje się wizerunek wschodzącego słońca, oznaczającego powstanie nowego narodu. Słońce to umieszczone jest nad niebieskim morzem, symbolizującym Atlantyk; morze to podkreśla wyspiarski charakter kraju. Dwa lądy nad owym akwenem oznaczają dwa kontynenty amerykańskie, pomiędzy którymi Kuba leży, zaś złoty klucz nad powierzchnią morza nawiązuje do faktu, iż Kuba nazywana była w przeszłości kluczem Karaibów (hiszp. la clave del caribe).
- Trzy błękitne ukośne pasy, przedzielone dwoma białymi, umieszczone w lewym dolnym polu oznaczają trzy okręgi administracyjne na jakie w czasach kolonialnych podzielona była Kuba.
- Palma królewska (roystonea regia) (hiszp. Palma Real), umieszczona w prawym dolnym polu ma być przykładem typowego kubańskiego krajobrazu, a zarazem ukazywać potęgę i szlachetność kubańskiej przyrody.

Herb od dołu otoczony jest przez gałązkę dębu ostrolistnego (zwanego też dębem kamiennym) (Quercus ilex) symbole zwycięstwa i stałości, trwałości, a także gałązkę lauru, które znaczą sławę, dumę wspaniałość Kuby.
Umieszczony pomiędzy nimi pęk rózg oznacza jedność Kubańczyków. 
Ponad tarczą heraldyczną, na drugim końcu pęku rózg, umieszczona jest czapka frygijska - symbol Rewolucji Francuskiej, tutaj będąca symbolem wolności, równości, braterstwa oraz demokracji, zaś pojedyncza gwiazda na czapce ma oznaczać jedność i niepodzielność narodu. 
Herb przyjęto 24 kwietnia 1906 r.